# Parmen (Szczipielew)
Parmen, imię świeckie Wiktor Iwanowicz Szczipielew (ur. 1 maja 1956 w Głubokim) – rosyjski biskup prawosławny.

## Życiorys
Pochodzi z rodziny robotniczej z obwodu rostowskiego. Wykształcenie średnie uzyskał w Taganrogu. W 1979 ukończył seminarium duchowne w Odessie. Święcenia diakońskie przyjął 17 września roku następnego z rąk arcybiskupa rostowskiego Joazafa w soborze Narodzenia Matki Bożej w Rostowie nad Donem. Ten sam hierarcha 21 września 1980 udzielił mu święceń kapłańskich. Ks. Szczipielew przez kolejne lata związany był z eparchią rostowską i nowoczerkaską, służąc kolejno w soborze katedralnym, cerkwiach św. Jana Teologa w Leninie (październik 1980), św. Mikołaja w Bagajewskim (październik 1980 – wrzesień 1982), św. Jerzego w Riażenym (wrzesień 1982 – grudzień 1984), Opieki Matki Bożej w Batajsku (grudzień 1984 – kwiecień 1987), Świętych Konstantyna i Heleny w Nowoczerkasku (kwiecień 1987 – kwiecień 1988), św. Michała Archanioła w Kamienołomi (kwiecień 1988 – marzec 1994), św. Mikołaja w Rostowie nad Donem (marzec 1994 – 2002). Od 1984 do 1987 był ponadto eparchialnym ekonomem, zaś od grudnia 1998 do 2012 – dziekanem dekanatu rostowskiego. W 1993 ukończył wyższe studia teologiczne na Moskiewskiej Akademii Duchownej. W 1988 otrzymał godność protoprezbitera. W 1995 obronił dysertację kandydacką.
Od 1999 do 2005 służył również jako kapelan Wojska Dońskiego, od 2003 do 2005 – kapelan szkoły morskiej im. Siedowa. W 2002 złożył w cerkwi św. Marii Magdaleny w Krasnym Diesancie wieczyste śluby mnisze przed ihumenem Hiobem (Tołstopiatowem), przyjmując imię zakonne Parmen. Od 2014 kierował skitem Zaśnięcia Matki Bożej, filii monasteru Dońskiej Ikony Matki Bożej w stanicy Staroczerkaskiej.
5 maja 2015 Święty Synod nominował go na biskupa czystopolskiego i niżniekamskiego. 10 maja w związku z tą nominacją otrzymał godność archimandryty. Wyświęcony na biskupa został 18 maja 2015 w Monasterze Wysockim przez patriarchę moskiewskiego i całej Rusi Cyryla w asyście innych hierarchów.
W kwietniu 2019 r. został przeniesiony na katedrę troicką i w grudniu tego samego roku z niej odwołany. Święty Synod skierował go do eparchii czelabińskiej jako jej biskupa pomocniczego z tytułem biskupa kopiejskiego. W 2021 r. na jednym z kolejnych posiedzeń Synodu zdecydowano o przeniesieniu biskupa Parmena do eparchii kurgańskiej, w charakterze wikariusza noszącego tytuł biskupa wargaszyńskiego. 
W 2023 r. przeniesiony w stan spoczynku. 